# 胡戈·布拉施克
胡戈·约翰内斯·布拉施克（Hugo Johannes Blaschke，1881年11月14日—1959年12月6日）是一位德国牙醫，曾在1933年至1945年4月期间担任阿道夫·希特勒的私人牙医，亦曾担任党卫队全国领袖海因里希·希姆莱及其幕僚们的首席牙医。
1945年5月20日，布拉施克在奥地利被美军俘虏。美方试图确认希特勒遗骸真实身份，于是便审问了布拉施克。布拉施克在于1948年12月获释后在纽伦堡继续经营牙医诊所。后来他凭印象重建了马丁·鲍曼的牙科就診记录，这些资料后来被用来辨别于1972年在柏林被发现的骨骸是否属于鲍曼本人。布拉施克于1959年死于纽伦堡。他被葬于纽伦堡的圣彼得公墓。